# Copa Mundial Femenina de Rugby de 2014
La Copa Mundial de Rugby Femenino de 2014 fue la séptima edición de la Copa del Mundo de Rugby Femenino, y la sexta celebrada en Europa. La final se disputó el 17 de agosto.
Los partidos de la fase de grupos se celebraron en el Centro Nacional de Rugby de Marcoussis, muy próximo al Stade Jean-Bouin de París donde se disputaron los partidos de la rondas finales.
El formato del torneo mantuvo la base de la Copa del Mundo de 2010, con 12 equipos divididos en tres grupos de cuatro cada uno.

## Elección de la sede
El 27 de agosto de 2009 la International Rugby Board, hoy World Rugby anunció el proceso de elección de la sede de 2014, se le dio un plazo a las federaciones para presentar su candidatura hasta el 30 de octubre de 2009, siendo el 12 de mayo de 2010 la fecha fijada para designar la sede del torneo. El anuncio fue un hito histórico en el rugby femenino, puesto que fue la primera vez que la IRB dio tanta publicidad a la elección de una sede para la Copa Mundial de Rugby Femenino. La sede elegida tuvo cuatro años para preparar el evento (el doble que las anteriores designadas). El anuncio fue algo importante puesto que, por primera vez, la IRB incluyó las no oficiales ediciones de 1991 y 1994 en su lista de torneos previos.
El 21 de diciembre de 2009, la IRB anunció de forma oficial a las cuatro candidatas a ser sede del torneo:
- Kazajistán
- Nueva Zelanda
- Samoa
- Estados Unidos

Sin embargo, tras retrasar la designación oficial hasta septiembre de 2010, la IRB anunció que debido a problemas con las sedes candidatas, había reabierto el proceso de designación de la sede del torneo. Finalmente, el 30 de junio de 2011, la IRB anunció que el torneo se celebraría en Francia.
| Marcoussis (Francia)                       | París (Francia)                     |
| ------------------------------------------ | ----------------------------------- |
| Centre national du rugby Capacidad : 1.000 | Stade Jean-Bouin Capacidad : 20.000 |
| Centro nacional de rugby de Marcoussis.    | Panorámica del Stade Jean-Bouin     |

## Clasificación
Francia, como país anfitrión, se clasificó automáticamente. Los tres primeros equipos de la edición de 2010, Nueva Zelanda, Inglaterra y Australia, también se clasificaron automáticamente. Canadá y Estados Unidos se clasificaron también automáticamente al no manifestar ningún otro país americano interés en disputar este torneo.

### Equipos clasificados
| África      | Américas                  | Europa                                                        | Oceanía                             | Asia         |
| ----------- | ------------------------- | ------------------------------------------------------------- | ----------------------------------- | ------------ |
| - Sudáfrica | - Canadá - Estados Unidos | - Inglaterra - Francia (Anfitrión) - Irlanda - España - Gales | - Australia - Nueva Zelanda - Samoa | - Kazajistán |

## Árbitros
En abril de 2014 la IRB anunció una relación de 14 árbitros para el torneo, incluidos ocho árbitros principales y seis asistentes.
|  | Árbitros (8) - Jess Beard - Leah Berard - Claire Hodnett - Nicky Inwood - Marlize Jordaan - Helen O'Reilly - Amy Perrett - Sherry Trumbull | Asistentes (6) - Maria Beatrice Benvenuti - Sara Cox - Clare Daniels - Marie Lematte - Alhambra Nievas - Alex Pratt |

## Fase de grupos
El sorteo de la fase de grupos tuvo lugar el 30 de octubre de 2013 en el Hotel de Ville, en Paris. Los doce equipos clasificados fueron organizados en cuatro bombos:
Bombo 1: Nueva Zelanda, Inglaterra y Australia 
 
Bombo 2: Canadá, Estados Unidos y Francia 
 
Bombo 3: Irlanda, Gales y España 
 
Bombo 4: Kazajistán, Samoa y Sudáfrica
Cada grupo tuvo una liguilla de seis partido, en el cual cada equipo se enfrentó a los otros tres equipos del mismo grupo. El sistema de puntuación consiste en asignar cuatro puntos por cada partido ganado, dos puntos por empate y cero puntos por cada derrota; se establecen además bonus ofensivo (cuatro o más ensayos) y bonus defensivo (por perder por menos de cuatro puntos).

### Grupo A
| Equipo     | PJ | PG | PE | PP | EF | TF  | TC  | Dif. | B | Pts |
| ---------- | -- | -- | -- | -- | -- | --- | --- | ---- | - | --- |
| Inglaterra | 3  | 2  | 1  | 0  | 17 | 123 | 21  | +102 | 2 | 12  |
| Canadá     | 3  | 2  | 1  | 0  | 12 | 86  | 25  | +61  | 2 | 12  |
| España     | 3  | 1  | 0  | 2  | 8  | 51  | 81  | -30  | 1 | 5   |
| Samoa      | 3  | 0  | 0  | 3  | 2  | 15  | 148 | -133 | 0 | 0   |

| 1 de agosto | Canadá | 31 - 5 | España |  |  |

| 1 de agosto | Inglaterra | 65 - 3 | Samoa |  |  |

| 5 de agosto | Inglaterra | 45 - 5 | España |  |  |

| 5 de agosto | Canadá | 42 - 7 | Samoa |  |  |

| 9 de agosto | España | 41 - 5 | Samoa |  |  |

| 9 de agosto | Inglaterra | 13 - 13 | Canadá |  |  |

### Grupo B
| Equipo         | PJ | PG | PE | PP | EF | TF  | TC  | Dif. | B | Pts |
| -------------- | -- | -- | -- | -- | -- | --- | --- | ---- | - | --- |
| Irlanda        | 3  | 3  | 0  | 0  | 10 | 80  | 36  | +44  | 1 | 13  |
| Nueva Zelanda  | 3  | 2  | 0  | 1  | 20 | 127 | 25  | +102 | 3 | 11  |
| Estados Unidos | 3  | 1  | 0  | 2  | 10 | 67  | 64  | +3   | 2 | 6   |
| Kazajistán     | 3  | 0  | 0  | 3  | 2  | 17  | 166 | -149 | 0 | 0   |

| 1 de agosto | Nueva Zelanda | 79 - 5 | Kazajistán |  |  |

| 1 de agosto | Estados Unidos | 17 - 23 | Irlanda |  |  |

| 5 de agosto | Estados Unidos | 47 - 7 | Kazajistán |  |  |

| 5 de agosto | Nueva Zelanda | 14 - 17 | Irlanda |  |  |

| 9 de agosto | Kazajistán | 5 - 40 | Irlanda |  |  |

| 9 de agosto | Nueva Zelanda | 34 - 3 | Estados Unidos |  |  |

### Grupo C
| Equipo    | PJ | PG | PE | PP | EF | TF | TC  | Dif. | B | Pts |
| --------- | -- | -- | -- | -- | -- | -- | --- | ---- | - | --- |
| Francia   | 3  | 3  | 0  | 0  | 15 | 98 | 6   | +92  | 2 | 14  |
| Australia | 3  | 2  | 0  | 1  | 6  | 54 | 23  | +31  | 0 | 8   |
| Gales     | 3  | 1  | 0  | 2  | 4  | 38 | 54  | -16  | 1 | 5   |
| Sudáfrica | 3  | 0  | 0  | 3  | 0  | 9  | 116 | -107 | 0 | 0   |

| 1 de agosto | Australia | 26 - 3 | Sudáfrica |  |  |

| 1 de agosto | Francia | 26 - 0 | Gales |  |  |

| 5 de agosto | Australia | 25 - 3 | Gales |  |  |

| 5 de agosto | Francia | 55 - 3 | Sudáfrica |  |  |

| 9 de agosto | Gales | 35 - 3 | Sudáfrica |  |  |

| 9 de agosto | Australia | 3 - 17 | Francia |  |  |

## Eliminatorias

### Clasificación de fase de grupos
Al terminar la fase de grupos, los equipos son clasificados según los resultados obtenidos en sus respectivos grupos. Los cuatro primeros pasan a las semifinales, los cuatro siguientes pasan al torneo por el quinto puesto y los cuatro últimos pasarán al torneo por el noveno puesto.

| Pos | Equipo         | PJ | PG | PE | PP | EF | EC | DE  | TF  | TC  | Dif  | B | Pos G | Ptos |
| --- | -------------- | -- | -- | -- | -- | -- | -- | --- | --- | --- | ---- | - | ----- | ---- |
| 1   | Francia        | 3  | 3  | 0  | 0  | 15 | 0  | 15  | 98  | 6   | +92  | 2 | 1     | 14   |
| 2   | Irlanda        | 3  | 3  | 0  | 0  | 10 | 4  | 6   | 80  | 36  | +44  | 1 | 1     | 13   |
| 3   | Inglaterra     | 3  | 2  | 1  | 0  | 17 | 3  | 14  | 123 | 21  | +102 | 2 | 1     | 12   |
| 4   | Canadá         | 3  | 2  | 1  | 0  | 12 | 3  | 9   | 86  | 25  | +61  | 2 | 2     | 12   |
| 5   | Nueva Zelanda  | 3  | 2  | 0  | 1  | 20 | 3  | 17  | 127 | 25  | +102 | 3 | 2     | 11   |
| 6   | Australia      | 3  | 2  | 0  | 1  | 6  | 2  | 4   | 54  | 23  | +31  | 0 | 2     | 8    |
| 7   | Estados Unidos | 3  | 1  | 0  | 2  | 10 | 9  | 1   | 67  | 64  | +3   | 2 | 3     | 6    |
| 8   | Gales          | 3  | 1  | 0  | 2  | 4  | 7  | -3  | 38  | 54  | -16  | 1 | 3     | 5    |
| 9   | España         | 3  | 1  | 0  | 2  | 8  | 11 | -3  | 51  | 81  | -30  | 1 | 3     | 5    |
| 10  | Sudáfrica      | 3  | 0  | 0  | 3  | 0  | 16 | -16 | 9   | 116 | -107 | 0 | 4     | 0    |
| 11  | Samoa          | 3  | 0  | 0  | 3  | 2  | 22 | -20 | 15  | 148 | -133 | 0 | 4     | 0    |
| 12  | Kazajistán     | 3  | 0  | 0  | 3  | 3  | 27 | -24 | 17  | 166 | -149 | 0 | 4     | 0    |

### Torneo por el noveno puesto
|  | Semifinales  | Semifinales  |    |              | Final        | Final |  |
|  |              |              |    |              |              |       |  |
|  |              |              |    |              |              |       |  |
|  | 13 de agosto |              |    |              |              |       |  |
|  | Sudáfrica    | 25           |    |              |              |       |  |
|  | Samoa        | 24           |    |              |              |       |  |
|  |              |              |    |              |              |       |  |
|  |              |              |    |              | 17 de agosto |       |  |
|  |              |              |    |              | Sudáfrica    | 0     |  |
|  |              | España       | 36 |              |              |       |  |
|  |              |              |    |              |              |       |  |
|  |              |              |    |              |              |       |  |
|  |              |              |    |              | Tercer lugar |       |  |
|  | 13 de agosto | 13 de agosto |    | 17 de agosto | 17 de agosto |       |  |
|  | España       | 18           |    | Samoa        | 31           |       |  |
|  | Kazajistán   | 5            |    |              | Kazajistán   | 0     |  |

#### Semifinales
| 13 de agosto | Sudáfrica | 25 - 24 | Samoa | CNR, Marcoussis, Campo 1,            |                                      |
|              |           | Reporte |       | Árbitro(s): Alhambra Nievas (España) | Árbitro(s): Alhambra Nievas (España) |

| 13 de agosto | España | 18 - 5  | Kazajistán | CNR, Marcoussis, Campo 1,            |                                      |
|              |        | Reporte |            | Árbitro(s): Sherry Turnbull (Canadá) | Árbitro(s): Sherry Turnbull (Canadá) |

#### Playoff por el undécimo puesto
| 17 de agosto | Samoa | 31 - 0  | Kazajistán | CNR, Marcoussis, Campo 1,               |                                         |
|              |       | Reporte |            | Árbitro(s): Marlize Jordaan (Sudáfrica) | Árbitro(s): Marlize Jordaan (Sudáfrica) |

#### Playoff por el noveno puesto
| 17 de agosto | Sudáfrica | 0 - 36  | España | CNR, Marcoussis, Campo 1,                 |                                           |
|              |           | Reporte |        | Árbitro(s): Jessica Beard (Nueva Zelanda) | Árbitro(s): Jessica Beard (Nueva Zelanda) |

### Torneo por el quinto puesto
|  | Semifinales    | Semifinales   |    |              | Final          | Final |  |
|  |                |               |    |              |                |       |  |
|  |                |               |    |              |                |       |  |
|  | 13 de agosto   |               |    |              |                |       |  |
|  | Australia      | 20            |    |              |                |       |  |
|  | Estados Unidos | 23            |    |              |                |       |  |
|  |                |               |    |              |                |       |  |
|  |                |               |    |              | 17 de agosto   |       |  |
|  |                |               |    |              | Estados Unidos | 5     |  |
|  |                | Nueva Zelanda | 55 |              |                |       |  |
|  |                |               |    |              |                |       |  |
|  |                |               |    |              |                |       |  |
|  |                |               |    |              | Tercer lugar   |       |  |
|  | 13 de agosto   | 13 de agosto  |    | 17 de agosto | 17 de agosto   |       |  |
|  | Nueva Zelanda  | 63            |    | Australia    | 30             |       |  |
|  | Gales          | 7             |    |              | Gales          | 3     |  |

#### Semifinales
| 13 de agosto | Australia | 20 - 23 | Estados Unidos | CNR, Marcoussis, Campo 1,                 |                                           |
|              |           | Reporte |                | Árbitro(s): Jessica Beard (Nueva Zelanda) | Árbitro(s): Jessica Beard (Nueva Zelanda) |

| 13 de agosto | Nueva Zelanda | 63 - 7  | Gales | Stade Jean-Bouin, París, Francia,       |                                         |
|              |               | Reporte |       | Árbitro(s): Claire Hodnett (Inglaterra) | Árbitro(s): Claire Hodnett (Inglaterra) |

#### Playoff por el séptimo puesto
| 17 de agosto | Australia | 30 - 3  | Gales | CNR, Marcoussis, Campo 1,  |                            |
| 16.00h       |           | Reporte |       | Árbitro(s): Claire Hodnett | Árbitro(s): Claire Hodnett |

#### Playoff por el quinto puesto
| 17 de agosto | Estados Unidos | 5 - 55  | Nueva Zelanda | Stade Jean-Bouin, París, Francia,     |                                       |
|              |                | Reporte |               | Árbitro(s): Hellen O'Reilly (Irlanda) | Árbitro(s): Hellen O'Reilly (Irlanda) |

### Torneo final
|  | Semifinales  | Semifinales  |   |              | Final        | Final |  |
|  |              |              |   |              |              |       |  |
|  |              |              |   |              |              |       |  |
|  | 13 de agosto |              |   |              |              |       |  |
|  | Irlanda      | 7            |   |              |              |       |  |
|  | Inglaterra   | 40           |   |              |              |       |  |
|  |              |              |   |              |              |       |  |
|  |              |              |   |              | 17 de agosto |       |  |
|  |              |              |   |              | Inglaterra   | 21    |  |
|  |              | Canadá       | 9 |              |              |       |  |
|  |              |              |   |              |              |       |  |
|  |              |              |   |              |              |       |  |
|  |              |              |   |              | Tercer lugar |       |  |
|  | 13 de agosto | 13 de agosto |   | 17 de agosto | 17 de agosto |       |  |
|  | Francia      | 16           |   | Irlanda      | 18           |       |  |
|  | Canadá       | 18           |   |              | Francia      | 25    |  |

#### Semifinales
| 13 de agosto | Irlanda | 7 - 40  | Inglaterra | Stade Jean-Bouin, París, Francia,  |                                    |
|              |         | Reporte |            | Árbitro(s): Amy Perret (Australia) | Árbitro(s): Amy Perret (Australia) |

| 13 de agosto | Francia | 16 - 18 | Canadá | Stade Jean-Bouin, París, Francia, |                            |
|              |         | Reporte |        | Árbitro(s): Helen O'Reilly        | Árbitro(s): Helen O'Reilly |

#### Tercer y cuarto puesto
| 17 de agosto | Irlanda | 18 - 25 | Francia | Stade Jean-Bouin, París, Francia,    |                                      |
|              |         | Reporte |         | Árbitro(s): Sherry Turnbull (Canadá) | Árbitro(s): Sherry Turnbull (Canadá) |

#### Final
| 17 de agosto | Inglaterra | 21 - 9  | Canadá | Stade Jean-Bouin, París, Francia,  |                                    |
|              |            | Reporte |        | Árbitro(s): Amy Perret (Australia) | Árbitro(s): Amy Perret (Australia) |